# 鈴木千尋
鈴木千尋（日语：／ Suzuki Chihiro，1977年2月17日—），日本男性聲優，山形縣出身。現在是自由身。2003年4月17日由I'm Enterprise移籍到ARTSVISION，2010年2月1日退社。
聲優代表作為《網球王子系列》（神尾明）、《深淵傳奇》（路克·馮·法布雷 ）《王牌投手 振臂高揮》（榮口勇人）、《Free!》（鴫野贵澄）。

## 演出作品
※粗體字表示說明飾演的主要角色。

### 電視動畫
1998年
- 男女蹺蹺板（有馬總一郎）

1999年
- 電光快車俠（快速エアポート）

2000年
- 幽浮寶貝（山村水樹）
- Di Gi Charat（阿海/Ky=Schweitzer）
- 哈姆太郎（小眼鏡、山田一郎、稻鳥一郎）
- 聖魔大戰2000（サイバー司教）
- 不吉波普系列（安能慎二郎）

2001年
- 学園戦記ムリョウ（日语：学園戦記ムリョウ）（宮ノ森中部員A）
- 光劍星傳EX（アザム・ギル）
- 網球王子系列（神尾彰）
- 破邪巨星G彈劾凰（天城空也）

2002年
- 奇鋼仙女樓蘭（日语：奇鋼仙女ロウラン）（大地真）
- 灰羽聯盟（冰湖）
- 圓盤皇女（森川君）
- 炸彈小新娘（鳳凰院龍之介）
- 洛克人EXE系列（電氣人、泛用領航員）
- 魔法咪路咪路系列（捲捲頭老師）

2003年
- 可樂小子（丁骨牛排T）
- 冒險遊記Pluster World（プラスター1）
- Di Gi Charat Nyo（Ky=Schweitzer）
- 洛克人EXE AXESS (電氣人)

2004年
- 阿嘉莎·克莉絲蒂的名偵探白羅與瑪波（カスト）
- 變異體少女（耕太）
- 極道鮮師（工藤廣樹）
- 砂漠奇兵（水野灌太）
- 戰爭程序員白瀨（川原丈）
- 奇幻兒童（帕魯薩）
- 瑪莉亞的凝望（小林正念）

2005年
- 極樂天師系列（里中逸剛）
- 天使心（劉信宏）
- 學園愛麗絲 （宏）
- 高機動交響曲GPO（松尾健太郎）
- 克拉斯特邊境（クロム団2号）
- 蠟筆小新（青井若造）
- MÄR 魔兵傳奇（夫奇）
- 洛克人EXE Stream（電氣人）

2006年
- 水星領航員（火鳥泉行）
- 銀魂 （小西恒平）
- おろしたてミュージカル 練馬大根ブラザーズ（日语：おろしたてミュージカル 練馬大根ブラザーズ）（No.1ホスト）
- 鐵拳少女桃子（半藏）
- NIGHT HEAD GENESIS（日语：NIGHT HEAD GENESIS）（α〈アルファ〉）
- 魔法娜娜咪系列（2006年 - 2008年、得下数好、看板業者）
- 非戰特攻隊：帝國陸軍情報部第3課（瑪奇斯准尉）
- 武裝鍊金（細）
- 魔界戰記迪斯凱亞（美麗男爵拜亞斯/中魔王）
- 名侦探柯南（2006年 - 2021年、三瀨隆、矢口公夫、茂木隆、平本、梨元靖男、福原友一、櫻川將平）
- 完美小姐進化論（助理）
- 洛克人EXE BEAST（電氣人）

2007年
- 王牌投手 振臂高揮（榮口勇人）
- 決鬥王（ジュラ）
- 殭屍借貸（千年）
- 爆丸（小駿 / 風見駿）
- 英雄時代（梅比塔卡·波烈）

2008年
- 我們這一家（學生A、學生E、町人）
- 惡作劇之吻（堀內巧）
- 銀魂系列（2008年 - 2012年、小西恒平、茶毛助）
- 全力兔（ヒラタ）
- 深淵傳奇（路克·馮·法布雷 / 亞修）
- 忍者乱太郎（食滿留三郎、六年級學生、黃昏時忍者、忍者、宅配男）
- のらみみ（日语：のらみみ2）（トリロー）
- 伯爵與妖精（舞蹈老師）
- 藍龍 天界的七龍（菲力奧索）
- 幻影少年（リン）
- 十字架與吸血鬼系列（長井）

2009年
- EXAMURAI 戰國（日语：エグザムライ戦国）（USA）
- 源氏物語千年紀 Genji（惟光）
- 碧陽學園學生會議事錄（男學生）
- 爆丸2大爆破（風見駿）
- 麵包超人（春菊先生）
- 信蜂（プロメッサ）
- 吸血鬼 HIPIRA（日语：ヒピラくん）（ゲオルゲ）

2010年
- 新哆啦A夢（魔術師、青少年）
- 爆丸3狩獵保衛者（風見駿）
- 王牌投手 振臂高揮 夏季大會篇（榮口勇人）
- 刀語（真庭蝙蝠）
- 閃電十一人（迪藍·基斯）

2011年
- 爆丸4（風見駿）
- 「C」（井荻）
- 激戰！彈珠人（焰直哉）

2012年
- 足球騎士（國松廣實）

2013年
- 心跳！光之美少女（早乙女純）
- 眼鏡部！（鈴木徹）
- 飆速宅男（水田信行）
- 熱風海陸（前田香登）
- KILL la KILL（鈴木）

2014年
- Free!-Eternal Summer-（鴫野貴澄）
- Pripara（小熊）
- 飆速宅男 GRANDE ROAD（水田信行）

2015年
- 名侦探柯南（梨元靖男 #791）
- 排球少年！！第二季（小鹿野大樹）

2017年
- 龍族拼圖X（ラー）
- 飆速宅男 NEW GENERATION（水田信行）
- 偶像時間星光樂園（小熊、リナちゃん）
- 末日時在做什麼？有沒有空？可以來拯救嗎？（巴洛尼·馬基希）

2018年
- 遊戲王VRAINS（溫迪/風之伊格尼斯）
- 三麗鷗男子（土屋正）
- Free!-Dive to the Future-（鴫野貴澄[1]）

2019年
- 哆啦A夢（熱血加油麥克風）
- 星光王子 KING OF PRISM -Shiny Seven Stars- (G.o.d. V)

2021年
- 魔卡派對（拉貢）

2022年
- 名偵探柯南（平澤良二）
- 令和的DI GI Charat（Ky=Schweitzer）

2024年
- BUCCHIGIRI?!（阿久太郎[2]）

2025年
- 魔法使的約定（思諾[3]）

### OVA
2002年
- 杀手阿一（阿一）
- 哈姆太郎太郎OVA第1～4彈（眼鏡君）

2006年
- （小林正念）

2018年
- Free!－Dive to the Future－第0話（鴫野貴澄）

### 動畫電影
2015年
- High Speed! -Free! Starting Days-（鴫野貴澄）

2017年
- 特別版 Free! -Take Your Marks-（鴫野貴澄）

### 遊戲
- [PC]Love Drops（日语：Love☆Drops 〜みらくる同居物語〜）（佐倉智哉）
  - [PS2]
- [PC]帝国千战记（日语：帝国千戦記）（貴沙烙）
- [PC]Laughter Land（日语：Laughter Land）（瑟基）
- [PS2]心跳回憶 Girl's Side 2nd Kiss（冰上格）
  - [DS]心跳回忆 Girl's Side 2nd Season
  - [PC]心跳回忆 Girl's Side 2nd Kiss Typing
- [PS2]于是在这宇宙里闪耀着你的诗篇（日语：そしてこの宇宙にきらめく君の詩）系列（米凯鲁）
  - 于是在这宇宙里闪耀着你的诗篇
  - 于是在这宇宙里闪耀着你的诗篇 XXX
- [PC/PS2]圣书外典（日语：Apocripha/0）（普拉提纳·帕斯特）
- [PC]魔法使与主人 New Ground（日语：魔法使いとご主人様）（尼洛）
- 命运之杖（日语：ワンド オブ フォーチュン）系列（诺埃尔·瓦尔摩尔）
  - [PS2]命运之杖
  - [PSP]命运之杖 携带版
  - [PS2]命运之杖 ～通向未来的序言～
  - [PS2]命运之杖 ～通向未来的序言～ 携带版
  - [PSP]命运之杖2 ～在时空中沉没的默示录～
- [PC]birdie～我们的恋爱心理学～（坂上良太）
- [PC/PS2]天使之羽（日语：Angel's Feather）（逢坂来栖）
  - [PC]天使之羽 ～黑之残影～
  - [PS2]天使之羽 ～琥珀之瞳～
- [PS2]公主日 -New Princess Days!!- 续！二学期（神代艾伯特）
  - [PSP]公主日 -New Princess Days!!- 续！二学期 携带版
- [PS2/PSP]Lucian Bee's（日语：Lucian Bee's RESURRECTION SUPERNOVA）系列（迪迪·莱特诺思）
  - Lucian Bee's RESPERRECTION SUPERNOVA
  - Lucian Bee's JUSTICE YELLOW
- [PS2/3DS]Tales of the Abyssテイルズ オブ ジ アビス(ルーク・フォン・ファブレ/アシュ)
- [PSP]Tales of the World Radiant Mythology テイルズ オブ ザ ワールド レディアント マイソロジー(ルーク・フォン・ファブレ/アシュ)
- [PSP]炸彈判斷 バクダン★ハンダン（魅神真）
- [PSP]宵夜森林的公主（艾恩菲特）
- [手遊]夢王國與一百個沉睡的王子殿下（克羅蕾）

### 廣播劇CD
- ANSWER（秦野幸生）
- 野性類戀人（圓谷則夫）

## 外部連結
- Maharo's 鈴木千尋 Official Website （页面存档备份，存于）
- Office Monolith 藝人履歷 （页面存档备份，存于）
- Mahalo 鈴木千尋 Official Blog （页面存档备份，存于）